# 昆西·普罗姆斯
昆西·安东·普罗姆斯 （荷蘭語：Quincy Anton Promes，1992年1月4日—），是一位荷兰足球运动员。现在为俄羅斯足球超級聯賽球队莫斯科斯巴达克效力，在球场上的位置是边锋。父母是阿富汗裔蘇里南人。他的父親是蘇里南的職業足球運動員。2024年9月5日，阿联酋次级联赛球队迪拜联在社交媒体上预告，俱乐部即将签下前荷兰国脚昆西-普罗梅斯。
，